# Суворовка (Буландинський район)
Суво́ровка (каз. Суворовка) — село у складі Буландинського району Акмолинської області Казахстану. Входить до складу Карамишевського сільського округу.
Населення — 50 осіб (2021; 134 у 2009, 368 у 1999, 378 у 1989).
Національний склад станом на 1989 рік:
- росіяни — 47 %;
- німці — 42 %.